# Gare de Neufmarché
La gare de Neufmarché est une gare ferroviaire française de la ligne de Saint-Denis à Dieppe située sur le territoire de la commune de Neuf-Marché dans le département de la Seine-Maritime en région Normandie.
C’est une gare de la Société nationale des chemins de fer français (SNCF), désaffectée depuis les années 1990.

## Situation ferroviaire
Établie à 87 m d'altitude, la gare de Neufmarché se situe au point kilométrique (PK) 85,549 de la ligne de Saint-Denis à Dieppe entre les gares d’Amécourt - Talmontier et de Gournay - Ferrières.

## Service des voyageurs
La gare, qui ne dispose plus de personnel, est un point d'arrêt non géré (PANG). Le bâtiment voyageurs est devenu une habitation privée.
Elle est desservie par des autocars TER Normandie circulant entre Gisors et Serqueux ou Dieppe.
La voie ferrée, en très mauvais état, a été fermée au trafic commercial le 19 janvier 2009 entre Gisors et Serqueux, les trains ne pouvant plus circuler à une vitesse supérieure à 40 km/h. Concernée par le plan de relance gouvernemental de 2009, la ligne rénovée a rouvert le 29 mars 2021 mais l'arrêt n'est plus marqué contraignant les usagers à se rendre à la gare de Sérifontaine ou à celle de Forges-les-Eaux, situées à 9 km de Neuf-Marché.

Galerie de photographies
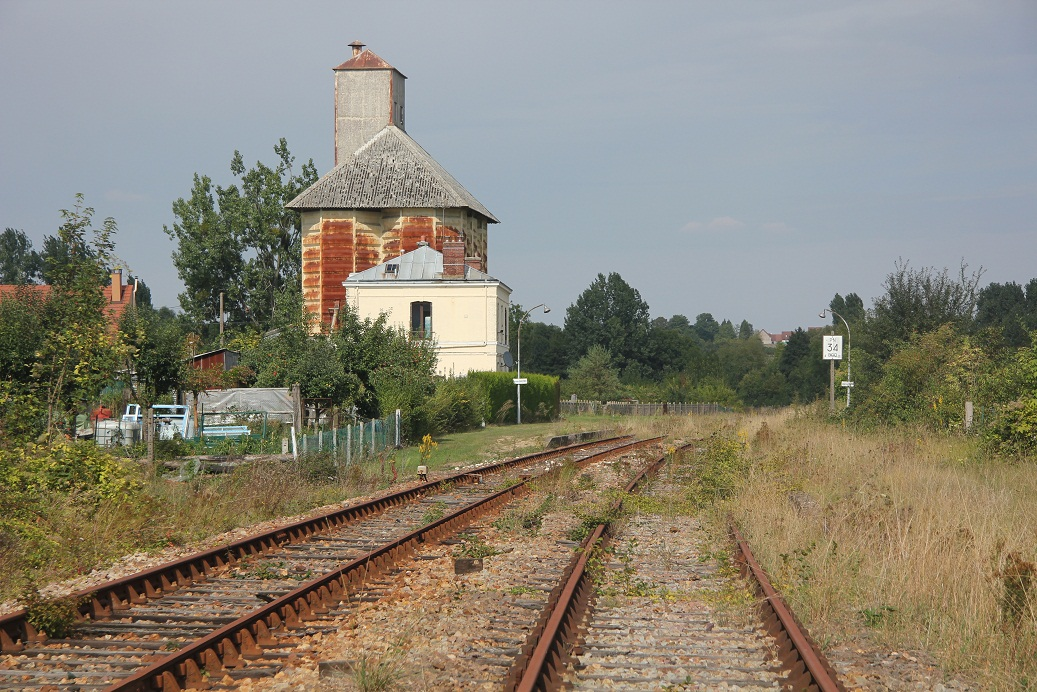
La gare de Neufmarché envahie par la végétation, en 2010.
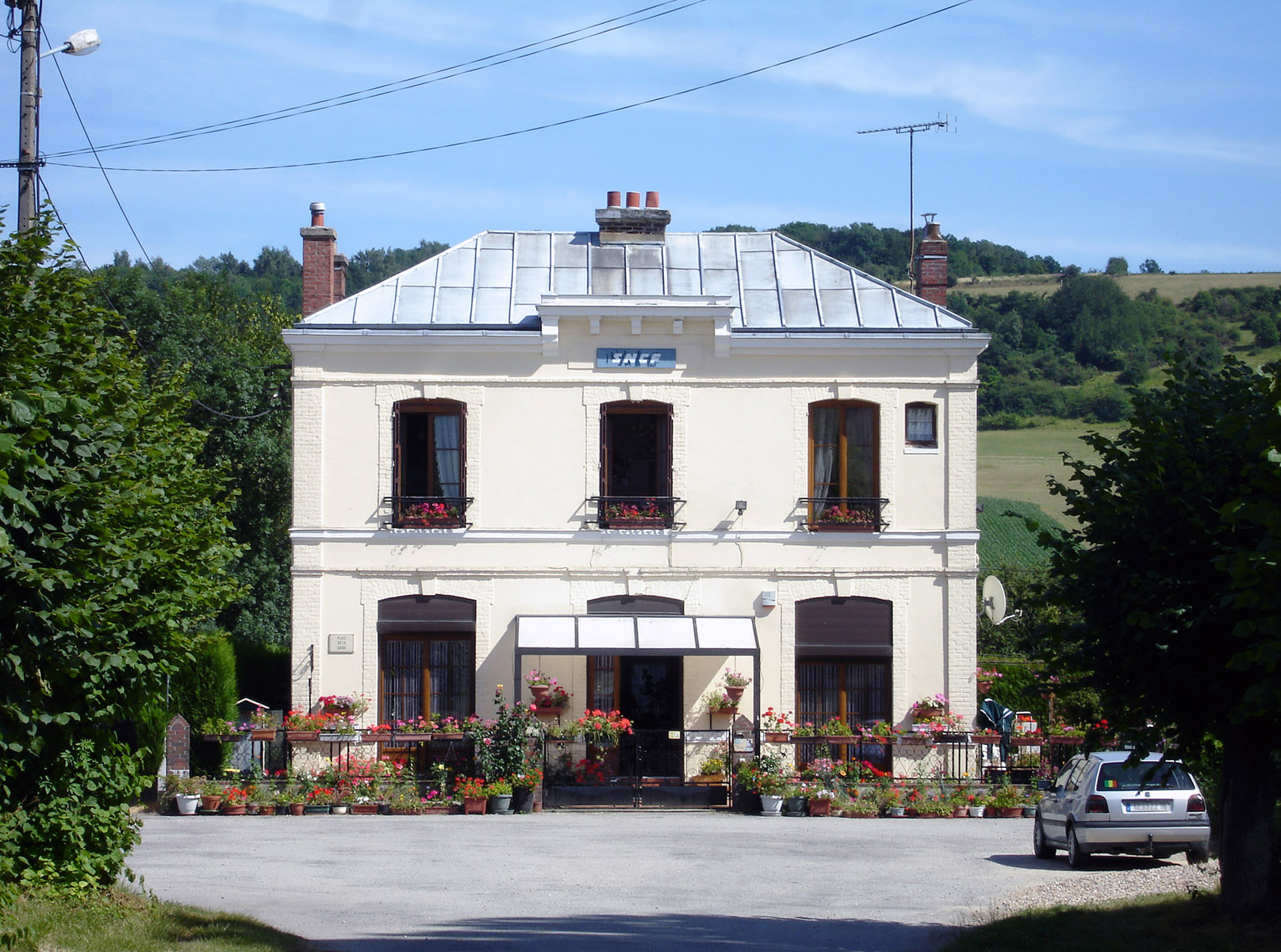
Façade de l’ancien bâtiment voyageurs.